# Средства массовой информации Нижнего Новгорода

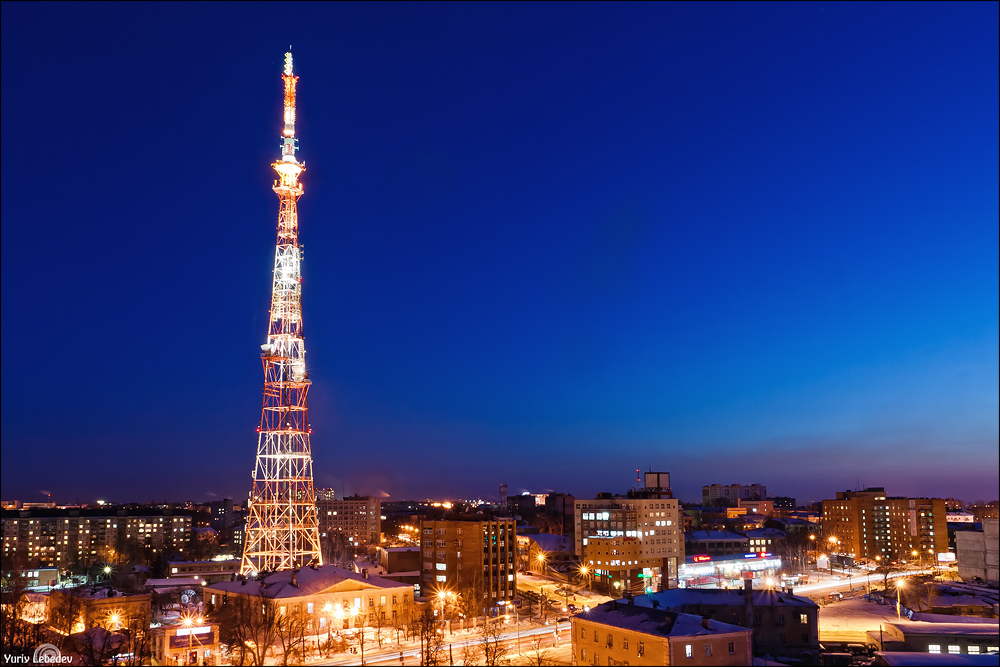
Центральная нижегородская телебашня

Средства массовой информации в Нижнем Новгороде представлены газетами, журналами, радиостанциями, телеканалами и интернет-изданиями.

## Первые нижегородские средства массовой информации
Первая нижегородская типография была основана 19 декабря 1613 года печатником Аникитой Фофановым.
Первая газета Нижнего Новгорода, «Нижегородские Губернские ведомости», начала выпускаться 5 января 1838 года по инициативе нижегородского военного губернатора Бутурлина для информирования присутственных мест и частных лиц о правительственных распоряжениях.
Первая радиостанция начала вещание в августе 1918 года, а первая голосовая передача была выпущена в эфир Нижегородской радиолабораторией под руководством Бонч-Бруевича 27 февраля 1919 года. С 1920 года вещание стало регулярным. 11 мая 1953 года вышла первая телепередача, регулярное телевещание Горьковской студии началось 29 сентября 1957 года, а с марта 1961 года началась ретрансляция в горьковский эфир передач Центрального телевидения.
Одним из первых новостных сайтов стал www.ntann.ru Нижегородского телеграфного агентства, начавший работу 18 августа 1999 года.

## Телевидение
Первый любительский телецентр, размещавшийся в клубе имени Фрунзе, начал работу в 1953 году. Строительство Горьковского государственного телецентра началось в 1955 году и было завершено осенью 1957 года.
Первая передача вышла из нового телецентра 29 сентября, а 7 ноября была организована первая трансляция из Москвы.. Правопреемником Горьковского телевидения является филиал ВГТРК ГТРК «Нижний Новгород» (ГТРК Нижний Новгород).
По состоянию на 2009 год в городе повсеместно принимаются сигналы федеральных телеканалов: Первый, Россия, НТВ, СТС, ТНТ, Домашний. В дециметровом формате вещают ТВ3, Культура, Россия-2 и другие. Местные телекомпании занимаются ретрансляцией федеральных каналов, а также делают свои программы. Это компании: ГТРК Нижний Новгород, ННТВ, РЕН ТВ, Волга, Оптимедиа (Домашний, 2x2, Перец). Распространено кабельное (Ростелеком, СТРИМ-ТВ, Дом.ru) и интерактивное телевидение (АБВ), предоставляющие доступ к гораздо большему числу каналов.
Всего на 2008 год в свободном доступе находилось 22 канала, сеть кабельного телевидения охватывала 360 тыс. квартир, услугами кабельного телевидения пользовалось 80 тыс. абонентов.
1. ННТВ (4 МВ)
2. Волга (7 МВ)
3. Ю / Бор-ТВ (29 ДМВ)
4. Disney (36 ДМВ)
5. Матч! Страна (39 ДМВ)
6. Че / Диалог (44 ДМВ)

Среди наиболее известных компаний-производителей программ, преимущественно для каналов «Волга» и ННТВ можно назвать телекомпанию «Регион 52», студию Ильи Новикова, ООО КА «Отличный опыт».

## Печатные издания

### Выпуски центральных изданий
1. «Ъ — Нижний Новгород»[11]
2. «АиФ-НН»[12]. С марта 2008 года выходит региональный еженедельник «АиФ. Здоровье».[13]
3. «Комсомольская правда — Нижний Новгород» [14]

### Нижегородские издания
На 2021 г. в городе зарегистрировано 308 печатных изданий. Количество печатных изданий неуклонно снижается. Среди оставшихся:
- Газета «Автозаводец» (ОАО «ГАЗ»). Издаётся с 1930 года. Выходит четыре раза в неделю, тираж 36300 экземпляров.
- Газета «Нижегородская правда». Издается с 1917 года. Учредитель — Правительство Нижегородской области. Выходит 3 раза в неделю (вторник, четверг, суббота). На 2013 год: вторник и суббота — 4-8 полос формата А2, ч/б, тираж — около 1000 экз.; четверг — 24 полосы формата А3, цветная печать, среднеразовый тираж — 20000 экз.
- Газета «Нижегородские новости». Издаётся с 1990 года. Учредитель — Законодательное Собрание Нижегородской Области. Тираж и объём — 3700 экз. A2 (будни), 10000 экз. А3 (субботний выпуск). Используется для официальной публикации законодательных актов, объявлений и распоряжений руководства области и города, конкретный объём зависит от их количества.[19]
- Газета «Красный сормович» (ОАО «Завод „Красное Сормово“»). Издаётся с 1927 года. На 2009 год: тираж 5000 экземпляров, объём 16 полос А3.[20]
- Газета «Нижегородские епархиальные ведомости». Официальное издание Нижегородской епархии. Выходит с 2001 года. 2 раза в мес. Тираж: 17000 экз.[21]
- Газета «Православное слово в Нижнем Новгороде». Издаётся Нижегородской епархией.[22]
- Журнал «Дамаскин». Издаётся Нижегородской Духовной Семинарией.[23]
- Газета «Курс Н». Издается с 1993 года. Экономический еженедельник публикует официальные материалы учредителей — Министерства государственного имущества и земельных ресурсов Нижегородской области и Комитета по управлению городским имуществом и земельными ресурсами администрации г. Нижнего Новгорода. Тираж 4000 экземпляров. Формат А3.[24]
- Газета «Нижегородский университет», тираж — 3000 экз. Издаётся с марта 1948 года.
- Журнал «Нижегородский адвокат» (палата адвокатов Нижегородской области)
- Свадебный журнал «Брак и семья» (ООО «Нижегородский издательский дом»), является рекламно-информационным справочником для молодоженов, издается с 1998 года. Раздается парам бесплатно, при подаче ими заявления в любой ЗАГС Нижнего Новгорода. Тираж 5000 экземпляров. Формат А5+

### Нижегородские рекламные издания
Рекламные издания составляют более чем значительную часть выпускаемой в городе печатной продукции. Основное содержание и источник дохода учредителей — платная реклама. Могут содержать также телепрограмму, некие полезные сведения (адреса/телефоны государственных организаций, городских властей и т. п.) и новости. Тираж изданий колеблется от полумиллиона экземпляров для газет, распространяемых по почтовым ящикам большинства населения («Экстра-Н», «В каждый дом», «Арена») до нескольких тысяч для изданий с узкопрофессиональной рекламой («Стройка», «Строительная империя»), раздаваемых в торговых точках соответствующего изданию профиля либо на улицах, а также доставляемых бесплатно юридическим лицам по предварительному заказу. Некоторые издания продаются через сети киосков, но могут быть найдены и бесплатно («Полезная площадь» с объявлениями о сделках с недвижимостью, «Товары и цены в Нижнем Новгороде»).
В последние годы появились бесплатно распространяемые издания, значительная часть которых заполнена имиджевой рекламой предметов роскоши («Belissimo»), недвижимости («Столица Нижний») или определённых политических взглядов («Патриоты Нижнего»). Издания содержат также информационные, новостные и художественные материалы, так что невозможно точно отнести их ни к рекламным, ни к информационным.

## Новостные сайты
1. «Pro Город Нижний Новгород»
2. «Новое Телеграфное Агентство Приволжье»
3. НИА «Нижний Новгород»
4. ИА «В городе N»
5. Региональное информационное агентство «Время Н»
6. «Тема Нижний Новгород»
7. РИА «Новости — Приволжье»
8. «Агентство Политических Новостей — Нижний Новгород» — региональное бюро «Агентства политических новостей».
9. «Нижегородский бизнес on-line, innov.ru»
10. «Провинция. Ру в Нижнем Новгороде»
11. «Информационный сайт NN.RU»
12. «Родимый край»
13. «Нижегородские Новации»
14. «ИЛИ»
15. «Живём в Нижнем»
16. «НиНо Город»

### Электронные версии газет
Некоторые печатные издания публикуют в интернете часть своих материалов:
1. Нижегородские новости
2. Красный сормович
3. Нижегородская правда
4. Коммерсант — Нижний Новгород
5. Аргументы и факты — Нижний Новгород

### Сайты информационных телеканалов
1. «ГТРК Нижний Новгород»
2. «ННТВ»
3. «Волга»

## Радиостанции
На территории Нижегородской области действуют 73 радиовещательных передатчика УКВ-диапазона и 16 передатчиков FM-диапазона.

### УКВ
Среди радиостанций УКВ-диапазона самую большую сеть распространения в Нижегородской области имеют:
«Радио России. Нижний Новгород» на частоте 67,94 УКВ и «Радио Маяк. Нижний Новгород» на частоте 71,45 УКВ.
Также в УКВ-диапазоне на 68,57 УКВ выходит в эфир «Радио Образ».
На частоте 72,41 УКВ дублируется эфир «Авторадио» ЗАКРЫТО, а на частоте 73,43 УКВ — борская радиостанция «Левый берег».
Также радиоприёмники могут ловить звук телеканалов Первый канал (65,75 УКВ), СТС (83,73 УКВ), ННТВ (Вести-24) (91,75 FM).

### FM
1. Радио Маяк (92,4FM)
2. Радио Комсомольская Правда (92,8 FM)[28]
3. Наше Радио (93,5 FM)[29]
4. Радио России (93.9 FM)
5. DFM (94.7 FM)
6. Новое радио 96,0 FM)
7. Радиола (96,4 FM)
8. NRJ (96,8 FM)
9. Радио Книга (97.6 FM) план
10. Радио Образ (98,0 FM)[28]
11. Вести FM Нижний Новгород (98,6 FM)
12. Детское радио (99,1 FM)
13. NN-Радио ( Comedy Radio План ) (99,5 FM)
14. Радио 7 (100,0 FM)
15. Серебряный дождь (100,4 FM)
16. Радио Рекорд (100,9 FM)
17. Хит FM (101,4 FM)
18. Авторадио (101,9 FM)
19. Monte-Carlo(102,4 FM)
20. Русское радио (102,9 FM)
21. Радио Рандеву (103,4 FM)
22. Европа плюс (103,9 FM)
23. Радио Дача (104,5 FM)
24. Love Radio (104,9 FM)
25. Дорожное радио (105,4 FM)[30]
26. Радио родных дорог (105,9 FM)
27. Ретро FM (106,4 FM)
28. Радио Шансон (106,9 FM)
29. Юмор FM (107,4 FM)
30. Business FM (107,8 FM)

## Радиотрансляционная сеть (проводное вещание)
| Канал/Частота, кГц                      | Название          | Сайт          | Дата запуска    |
| --------------------------------------- | ----------------- | ------------- | --------------- |
| РТС-1 (основной канал звуковой частоты) | Радио России      | radiorus.ru   | 1991            |
| РТС-2 (78кГц)                           | Маяк              | radiomayak.ru | 1 августа 1964  |
| РТС-3                                   | Милицейская волна | radiomv.ru    | 15 октября 1996 |